# Nogoonnuur
Nogoonnuur (tiếng Mông Cổ: Ногооннуур, hồ xanh lục) là một sum của tỉnh Bayan-Ölgii tại miền tây Mông Cổ. Vào năm 2014, dân số của sum là 6.003 người. Dân cư chủ yếu là người Kazakh.

## Địa lý
Trung tâm sum, Nogoonnuur, nằm cách tỉnh lị Ölgii 150 km và cách thủ đô Ulaanbaatar 1.700 km. Sum có đường biên giới với Nga. Các dòng sông Khovd, Batmurun và những nhánh của chúng chảy qua địa bàn. Ở phía đông sum có hồ Achit, một hồ nước ngọt lớn. Trên núi Turgen có tuyết và băng vĩnh cửu.
Động vật có sói, cáo và thỏ rừng.

### Khí hậu
Khu vực có khí hậu sa mạc lạnh. Nhiệt độ trung bình hàng năm trong khu vực là 2 °C. Tháng ấm nhất là tháng 7, khi nhiệt độ trung bình là 21 °C và lạnh nhất là tháng 1, với -23 °C. Lượng mưa trung bình hàng năm là 136 mm. Tháng mưa nhiều nhất là tháng 6, với lượng mưa trung bình 32 mm và khô nhất là tháng 12, với lượng mưa 3 mm.

## Kinh tế
Lĩnh vực dịch vụ được phát triển tại sum, có trường học và bệnh viện.